# Джапаридзе, Уча Малакиевич
Уча Малакиевич Джапари́дзе (груз. უჩა (ილია) მალაქიას ძე ჯაფარიძე; 4 [17] августа 1906 или 17 августа 1906, Гари, Кавказское наместничество — 6 июля 1988, Тбилиси) — советский грузинский художник-живописец, график, педагог. Академик АХ СССР (1958). Народный художник СССР (1963). Лауреат Сталинской премии второй степени (1942).

## Биография
Родился в семье Малакии Джапаридзе, учителя математики.
Вместе с Герцелем Баазовым издавал печатный литературный журнал «Они».
В 1922—1924 годах учился в Народной художественной студии М. И. Тоидзе, в 1924—1925 и 1928—1931 — в Тбилисской академии художеств у Д. Какабадзе, И. Шарлеманя, Л. Гудиашвили, Е. Лансере.
В 1933 году уехал в Москву, где работал в Музее народов Советского Союза, продолжая учёбу под руководством известных русских художников.
С 1936 года — преподаватель (в 1942—1944 — ректор) Тбилисской академии художеств. Профессор (1944). Руководитель творческой мастерской живописи Академии художеств в Тбилиси (1969).
Автор статей по вопросам изобразительного искусства в периодической печати.
Действительный член АХ СССР (1958). Член Союза художников СССР. Председатель правления Союза художников Грузинской ССР (1950—1952, 1955—1962, 1970—1974), почётный председатель (1962—1970). Член Ассоциации революционных художников Грузии (САРМА, 1929—1932).
Член Советского комитета защиты мира, заместителем председателя Грузинского отделения.
Член ВКП(б) с 1944 года. Депутат Верховного Совета Грузинской ССР 3-го созыва.
Уча Малакиевич Джапаридзе умер в 1988 году в Тбилиси. Похоронен на Сабурталинском кладбище.
В Тбилиси открыт Дом-музей Учи Джапаридзе (ул. Якоба Николадзе, д. 5).

## Творчество
Мастер создавал образы и полотна, отмеченные стремлением к романтизации и героизации образов, посвящённых революционной борьбе. Картины «Первомайская демонстрация в Тифлисе в 1901 году» (1939—1941, темпера, Грузинский филиал Института Маркса—Энгельса—Ленина—Сталина в Тбилиси); «Друзья юности» (1938), «Думы матери» (1945), портрет писателя Чхеидзе (1943, пастель) — все в Музее искусств Грузинской ССР); «Напутствие» (1957), «Праздник труда» (1970—1975). Книжные иллюстрации. Среди картин художника полотно «Сосо Джугашвили с Ильёй Чавчавадзе в редакции газеты „Иверия“».

## Награды и звания
- Заслуженный деятель искусств Грузинской ССР (1943)
- Народный художник Грузинской ССР (1946)
- Народный художник СССР (1963)
- Заслуженный деятель искусств Азербайджанской ССР (19.05.1981)
- Сталинская премия второй степени (1942) — за картину «Первомайская демонстрация в Тифлисе в 1901 году» (1939—1941)[4]
- Государственная премия Грузинской ССР имени Шота Руставели (1987)
- Два ордена Ленина (1958, 1986)
- Три ордена Трудового Красного Знамени (1946, 1966, 1971)
- Два ордена «Знак Почёта» (1941, 1953)
- Медаль «В ознаменование 100-летия со дня рождения Владимира Ильича Ленина»
- Медаль «За доблестный труд в Великой Отечественной войне 1941—1945 гг.»
- Почётный гражданин Тбилиси (1982)
- Серебряная медаль Министерства культуры СССР (1957)
- Серебряная медаль Всемирной выставки в Брюсселе (1958)[5]